# Stazione di Pisani
La stazione di Pisani è una stazione ferroviaria posta sulla Ferrovia Circumflegrea. La stazione prende questo nome dato che è ubicata in Contrada Pisani nel quartiere Pianura, a Napoli.

## Strutture e impianti
La stazione presenta 2 binari di cui solo uno utilizzato. Possiede una piccola sala d'attesa per i viaggiatori e una biglietteria che, dato il traffico passeggeri molto scarso, è chiusa.

## Movimento
Il traffico passeggeri è decisamente scarso o quasi nullo data la lontananza della stazione da centri abitativi.